# Taxil-svindelnummeret
Taxil-nummeret var et svindelnummer i 1890'erne iscenesat af Léo Taxil. Formålet var at håne både frimureri og den romersk-katolske kirkes modstand mod den.

## Taxil og frimureriet
Léo Taxil var pseudonym for Marie Joseph Gabriel Antoine Jogand-Pagès, som var anklaget for ærekrænkelse i  hans bog Pave Pius IX's hemmelige kærlighedsliv. 20 april 1884 offentliggjorde Leo XIII en encyklika, Humanum Genus, som hævdede, at mennesker var:
Sidstnævnte rige blev sagt at være "ledet eller bistået af" frimureri.
Efter denne encyklika iscenesatte Taxil en falsk konvertering til katolicismen og meddelte, at han agtede at reparere den skade, han havde påført den sande tro.
Den første værk af Taxil var Frimurernes historie i 4 bind, som indeholdt fiktive øjenvidneberetninger af deres deltagelse i sataniske ritualer.
en med en medarbejder, som gik under navnet "Dr. Karl Hacks," skrev Taxil bogen Djævelen i det nittende århundrede, hvori han introducerede Diana Vaughan, en påstået slægtning til den rosencreuzianske alkymist og filosof Thomas Vaughan. Bogen indeholdt mange utrolige historier om hendes møder med inkarnerede dæmoner, hvoraf den ene skulle have skrevet profetier på hendes ryg med halen og en anden, der spillede klaver i form af en krokodille.
Diana var angiveligt involveret i satanisk frimureri, men blev frelst, da hun en dag erklærede beundring for Jeanne d'Arc, hvis navn jog dæmonerne på flugt. Som Diana Vaughan har Taxil udgivet en bog med titlen Eucharistic Novena, en samling af bønner, som blev rost af paven.
Den 19. april 1897 holdt Léo Taxil en pressekonference, hvor han påstod, at han ville introducere Diana Vaughan. På pressekonferencen meddelte han i stedet, at hans afsløringer om frimurerne var fiktive. Han takkede den katolske gejstlighed for deres hjælp til at give omtale til sine vilde påstande.
Det falske materiale anvendes imidlertid stadig. Forlaget Chick Publications udgav The Curse of Baphomet (Baphomet forbandelse) og Randy Noblitts bog om satanic ritual abuse, Cult and Ritual Abuse, citerer også Taxils værk.